# 台東区立谷中小学校
台東区立谷中小学校（たいとうくりつ やなかしょうがっこう）は、東京都台東区谷中2丁目にある公立小学校。

## 沿革
- 1902年（明治35年）4月15日 - 谷中真島町1番地の旧高浜小学校で開校。
- 1903年（明治36年）8月22日 - 校舎落成。
- 1905年（明治38年）5月1日 - 高等科併設。
- 1907年（明治40年）4月1日 - 尋常科が6年制となり、高等科を廃止する。
- 1915年（大正4年）10月30日 - 校舎敷地拡張。校舎増改築し、屋内体操場設置。
- 1923年（大正12年）9月1日 - 正午ころに関東大震災が発生したが、本校への被害は僅小だった。また、避難者900名を収容した。
- 1934年（昭和9年）5月13日 - 出火により、教室20、職員室、宿直室、衛生室等を焼失。4学年以上を上野公園仮校舎に収容。
- 1936年（昭和11年）1月25日 - 新校舎（室数37・厨房・暖房装置完備）落成。
- 1941年（昭和16年）4月1日 - 国民学校令により、東京市谷中国民学校と改称。
- 1943年（昭和18年）7月1日 - 東京市と東京府が統合した東京都発足（東京都制施行）により、東京都谷中国民学校と改称。
- 1944年（昭和19年）8月18日 - 戦局の悪化より、3学年以上の児童を戦時集団疎開させる。男子は福島県河沼郡柳津に女子は同県北会津郡東山にそれぞれ疎開。
- 1945年（昭和20年）
  - 3月4日 - 空襲により、校舎被爆。講堂と木造校舎が焼失する。
  - 12月20日 - 終戦により、疎開終了。
- 1947年（昭和22年）4月1日 - 学制改革により、東京都台東区立谷中小学校と改称。
- 1948年（昭和23年）4月28日 - PTA結成。
- 1951年（昭和26年）4月15日 - 木造校舎6教室増築。
- 1952年（昭和27年）4月15日 - 校地拡張。
- 1953年（昭和28年）3月1日 - 講堂落成。
- 1955年（昭和30年）5月24日 - 表門左側の校地拡張。
- 1956年（昭和31年）4月15日 - 校舎増築（3教室・32学級）。
- 1970年（昭和45年）
  - 4月15日 - 鉄筋校舎2教室落成。同日、台東区立台桜幼稚園を併設。
  - 5月12日 - 体育館・プール落成式挙行。
- 1980年（昭和55年）10月30日 - 昭和54・55年度にわたり行ってきた全教室の床・天井ならびに給食室の全面改修が完成。
- 1983年（昭和58年）3月20日 - 外壁・屋上フェンス・玄関改修、校庭舗装。
- 1985年（昭和60年）8月30日 - 体育館証明設備増設と図工室・図工準備室・校長室改修、およびプール給水管・シャワー増設。
- 1986年（昭和61年）10月11日 - 体育館南側の校庭花壇に植栽。
- 1989年（平成元年）
  - 3月29日 - 校舎改築のため、上野桜木2丁目に移転。
  - 4月6日 - 仮校舎（プレハブ）での授業開始。
- 1991年（平成3年）
  - 4月6日 - 新校舎落成。
  - 5月27日 - 新校舎落成式挙行。
- 2004年（平成16年）
  - 8月30日 - 校庭改修工事。
  - 10月 - パソコン新型を設置。
- 2010年（平成22年）3月1日 - 理科室を改修し、パソコン新型を設置。液晶テレビを各教室に設置。
- 2012年（平成24年）
  - 10月6日 - 創立110周年記念創作ミュージカル『雲の上にはいつも青空』が、谷中まつり・メインステージにて初演。
  - 10月27日 - 創立110周年記念式典挙行。式典にて、記念アトラクション『雲の上にはいつも青空』を上演。

## 通学区域
東京都台東区教育委員会によって指定されている谷中小学校の通学区域は、以下の通り。
- 谷中1丁目（6番12号-28号、7番32号-40号）
- 谷中2丁目（全域）
- 谷中3丁目（全域）
- 谷中4丁目（全域）
- 谷中5丁目（全域）
- 谷中6丁目（全域）
- 谷中7丁目（全域）

## 進学先中学校
公立中学校に進学する場合は次の1校が東京都台東区教育委員会により指定されている。
- 台東区立上野中学校

## アクセス
- 東京メトロ千代田線千駄木駅（文京区）から、徒歩4分。
- JR東日本山手線・京浜東北線・常磐線（快速線）、京成電鉄本線、東京都交通局日暮里・舎人ライナーの日暮里駅から、徒歩10分。
- 台東区コミュニティバス めぐりん「東西めぐりん」：谷中小学校停留所より。

## 周辺
本校の東側には多くの寺院が点在している。また、学校周辺にはマンション・アパートなども点在するほか、文京区との区境線も近い。
- 台東区立台桜幼稚園 - 同一建物内で、かつ進級前幼稚園のひとつ。
- 台東区立子ども家庭支援センター谷中分室 - 敷地が隣接。
- 東京都道452号神田白山線
- 大圓寺 - 都道452号線をはさんで、 敷地が隣接。
- 谷中地域包括支援センター
- 特別養護老人ホーム谷中